# Lucie Voňková
Lucie Voňková (Teplice, 28 februari 1992) is een voetbalspeelster uit Tsjechië.
Voňková begon bij FK Teplice, en ging als veertienjarige naar SK Slavia Praag, waarvoor ze 100 competitiewedstrijden speelde. Daarna ging ze in 2012 naar AC Sparta Praag. In 2013 ging ze naar FCR 2001 Duisburg, en een jaar later naar FF USV Jena. In 2017 ging ze vervolgens naar FC Bayern München. In 2019 tekende ze een tweejarig contract bij AFC Ajax. Na afloop van haar contract geeft ze in 2021 aan te stoppen met topsport.

## Statistieken
| Seizoen | Club              | Land      | Competitie         | Wedstrijden | Doelpunten |
| ------- | ----------------- | --------- | ------------------ | ----------- | ---------- |
| 2013/14 | Duisburg          | Duitsland | FRB                | 14          | 1          |
| 2014/15 | Duisburg          | Duitsland | FRB                | 18          | 1          |
| 2015/16 | Usv Jena          | Duitsland | FRB                | 20          | 6          |
| 2016/17 | Usv Jena          | Duitsland | FRB                | 14          | 6          |
| 2017/18 | Bayern München    | Duitsland | FRB                | 16          | 4          |
| 2018/19 | Bayern München    | Duitsland | FRB                | 6           | 1          |
| 2018/19 | Bayern München II | Duitsland | FRB                | 6           | 5          |
| 2019/20 | AFC Ajax          | Nederland | Eredivisie         | 9           | 1          |
| 2020/21 | AFC Ajax          | Nederland | Vrouwen Eredivisie | 7           | –          |
| Totaal  | Totaal            | Totaal    | Totaal             | 110         | 25         |

Laatste update: aug 2019

## Interlands
Op 31 mei 2009 speelde Voňková in een verloren wedstrijd tegen Polen haar eerste wedstrijd voor het Tsjechische nationale vrouwenelftal.

## Privé
Op 3 oktober 2018 trouwde Voňková met Claudia van den Heiligenberg.